# Hadrodactylus orientalis
Hadrodactylus orientalis là một loài tò vò trong họ Ichneumonidae.